# Алексеев, Константин Сергеевич (хоккеист)
Константин Сергеевич Алексеев (род. 26 февраля 1988, Новосибирск) — российский хоккеист, защитник. Воспитанник новосибирского хоккея. Обладатель бронзовой медали чемпионата КХЛ сезона 2014/15. С 2016 по 2022 являлся игроком клуба «Сибирь» выступающего в КХЛ.

## Карьера
Начал карьеру в 2006 году в составе кемеровской «Энергии», выступая до этого за фарм-клуб родной новосибирской «Сибири». В сезоне 2006/07 в матче против московского ЦСКА Константин дебютировал в Суперлиге. В том же году Алексеев, несмотря на свой возраст, застолбил за собой место в основном составе новосибирского клуба.
5 сентября 2011 года отправлен «Сибирью» в клуб ВХЛ «Зауралье», однако, проведя там лишь 7 матчей, он вернулся в Новосибирск. Тем не менее, в 13 проведённых матчах за «Сибирь» Алексеев не сумел набрать ни одного очка, и 7 ноября вновь был отправлен в ВХЛ, а спустя неделю вернулся в КХЛ. Всего в сезоне 2011/12 Константин провёл 46 матчей в составе «Сибири», набрав 3 (1+2) очка, после чего руководство клуба приняло решение продлить соглашение с игроком ещё на два года.
После завершения сезона 2021/2022 принял решение завершить карьеру.

## Статистика выступлений
|         |                    |                                          | Регулярный сезон | Регулярный сезон | Регулярный сезон | Регулярный сезон | Регулярный сезон | Регулярный сезон | Плей-офф | Плей-офф | Плей-офф | Плей-офф | Плей-офф | Плей-офф |
| Сезон   | Команда            | Лига                                     | Игр              | Г                | П                | Очк              | +/-              | Штр              | Игр      | Г        | П        | Очк      | +/-      | Штр      |
| ------- | ------------------ | ---------------------------------------- | ---------------- | ---------------- | ---------------- | ---------------- | ---------------- | ---------------- | -------- | -------- | -------- | -------- | -------- | -------- |
| 2004    | Сибирь             | Турнир сборных регионов Юноши 1988 г. р. | 5                | 0                | 2                | 2                |                  | 0                | —        | —        | —        | —        | —        | —        |
| 2005/06 | Сибирь-2           | Первая лига                              | 30               | 0                | 0                | 0                | --               | 18               | —        | —        | —        | —        | —        | —        |
| 2005/06 | Энергия            | Высшая лига                              | 9                | 0                | 1                | 1                | +4               | 2                | 3        | 0        | 0        | 0        | --       | 0        |
| 2006/07 | Сибирь-2           | Первая лига                              | 10               | 0                | 0                | 0                | -2               | 10               | —        | —        | —        | —        | —        | —        |
| 2006/07 | Сибирь             | Суперлига                                | 34               | 1                | 1                | 2                | -2               | 18               | 2        | 0        | 0        | 0        | --       | 0        |
| 2007/08 | Сибирь-2           | Первая лига                              | 3                | 0                | 1                | 1                | +1               | 0                | —        | —        | —        | —        | —        | —        |
| 2007/08 | Сибирь             | Суперлига                                | 50               | 0                | 1                | 1                | -10              | 26               | —        | —        | —        | —        | —        | —        |
| 2008/09 | Сибирь             | КХЛ                                      | 40               | 2                | 3                | 5                | -9               | 28               | —        | —        | —        | —        | —        | —        |
| 2009/10 | Сибирские Снайперы | МХЛ                                      | 3                | 1                | 0                | 1                | +2               | 6                | —        | —        | —        | —        | —        | —        |
| 2009/10 | Сибирь             | КХЛ                                      | 38               | 2                | 4                | 6                | -2               | 16               | —        | —        | —        | —        | —        | —        |
| 2010/11 | Сибирь             | КХЛ                                      | 52               | 1                | 3                | 4                | -16              | 44               | 3        | 0        | 0        | 0        | -2       | 0        |
| 2011/12 | Зауралье           | ВХЛ                                      | 7                | 0                | 2                | 2                | +4               | 6                | —        | —        | —        | —        | —        | —        |
| 2011/12 | Сибирь             | КХЛ                                      | 46               | 1                | 2                | 3                | -3               | 18               | —        | —        | —        | —        | —        | —        |
| 2012/13 | Сибирь             | КХЛ                                      | 52               | 2                | 3                | 5                | 8                | 36               | 7        | 0        | 1        | 1        | 0        | 6        |
| 2013/14 | Сибирь             | КХЛ                                      | 45               | 0                | 6                | 6                | 13               | 37               | 10       | 1        | 1        | 2        | 7        | 4        |
| 2014/15 | Сибирь             | КХЛ                                      | 60               | 2                | 16               | 18               | 13               | 45               | 16       | 0        | 1        | 1        | 3        | 2        |
| 2015/16 | Сибирь             | КХЛ                                      | 58               | 0                | 12               | 12               | 2                | 28               | 1        | 1        | 0        | 1        | 0        | 0        |
| 2016/17 | ЦСКА               | КХЛ                                      | 16               | 0                | 3                | 3                | 8                | 2                | —        | —        | —        | —        | —        | —        |